# Papaver bracteatum
Papaver bracteatum là một loài thực vật có hoa trong họ Anh túc. Loài này được Lindl. mô tả khoa học đầu tiên năm 1821.

## Hình ảnh

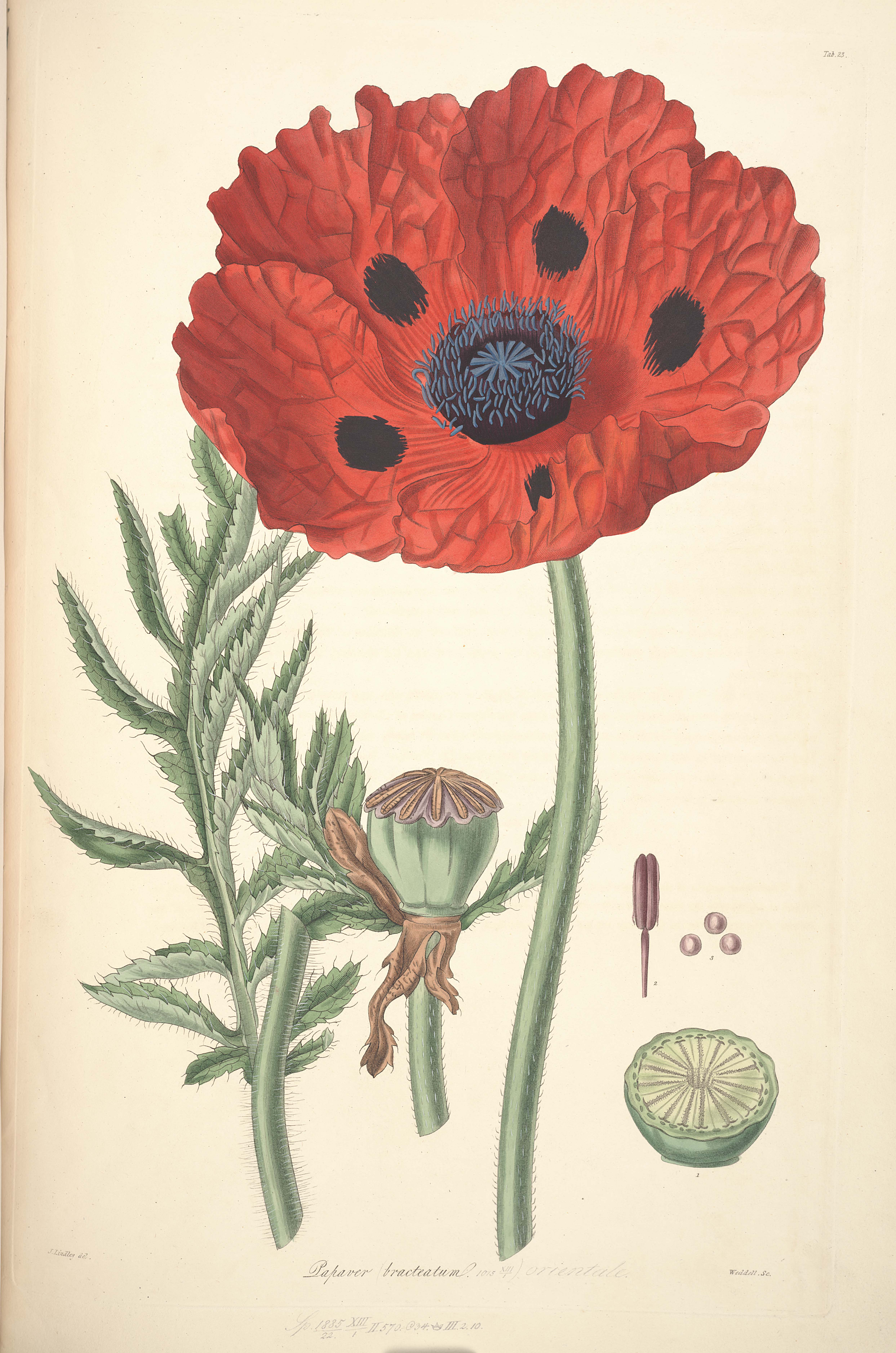
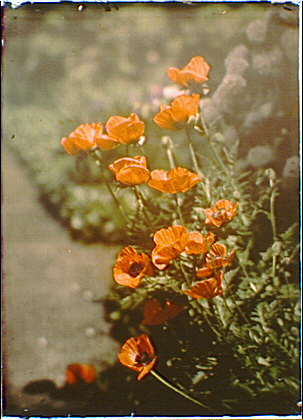
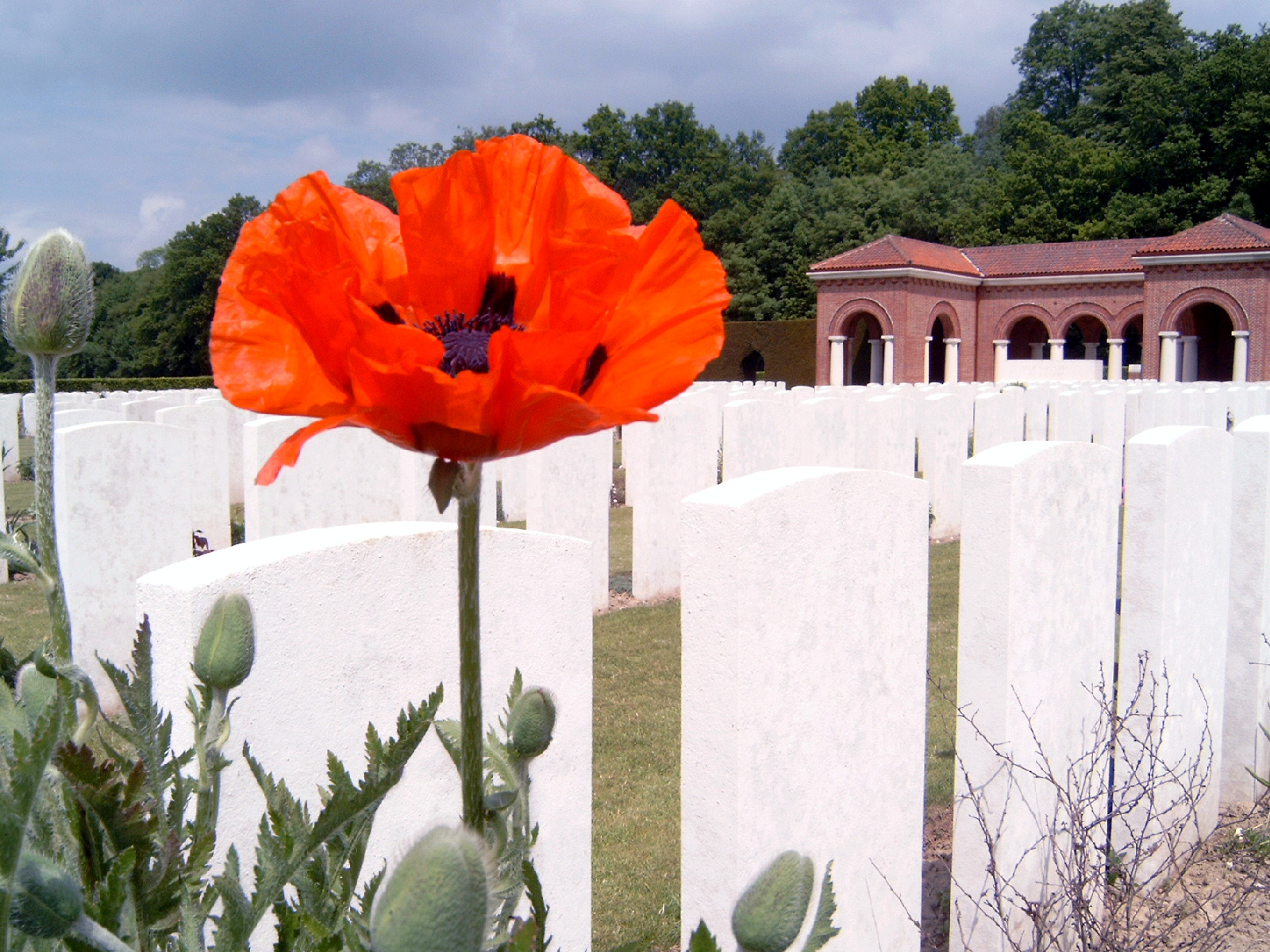
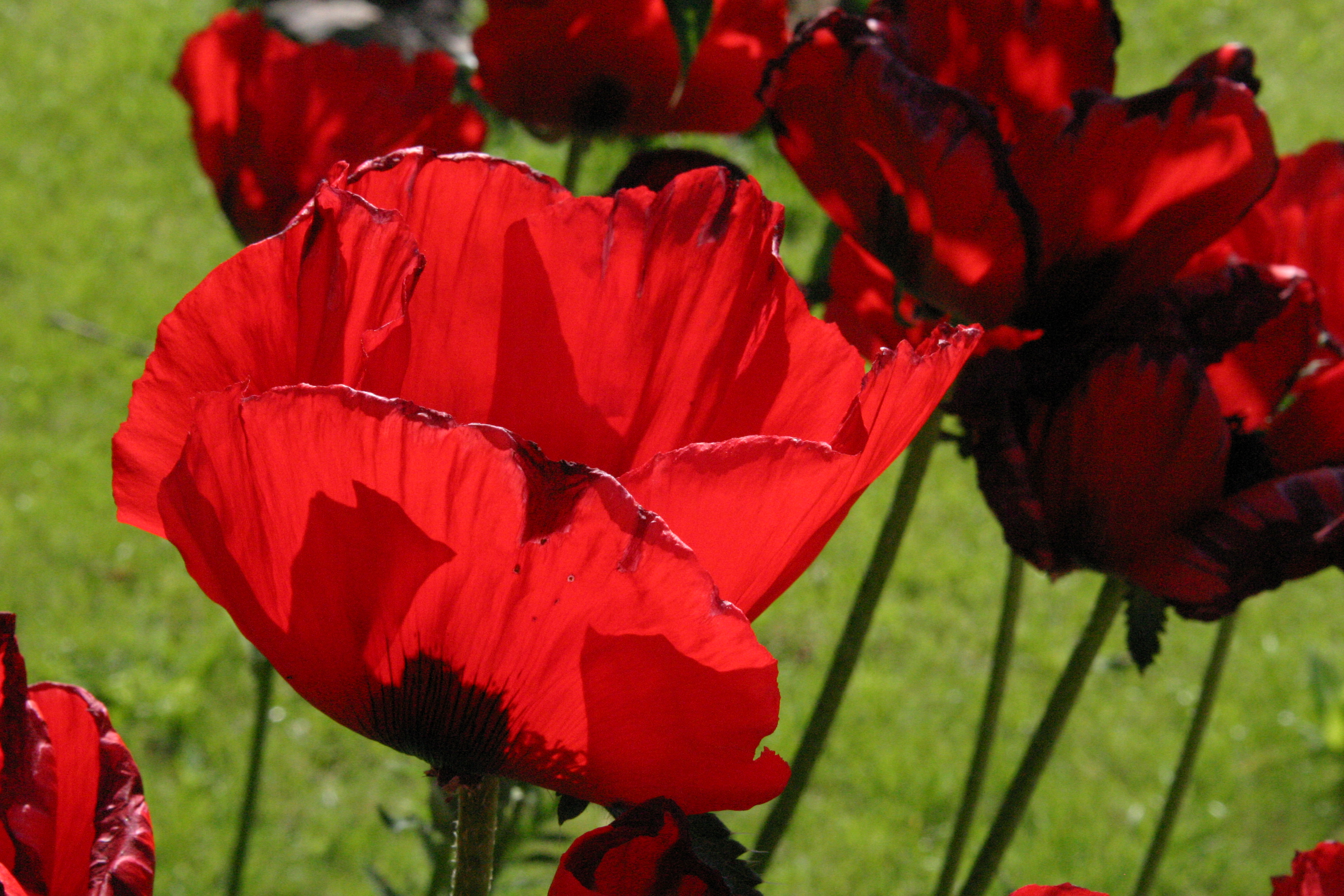